# 20 anni che siamo italiani
20 anni che siamo italiani  è stato un programma televisivo italiano in onda dal 29 novembre al 13 dicembre 2019 in prima serata su Rai 1 per tre puntate con la conduzione di Gigi D'Alessio e Vanessa Incontrada.

## Descrizione
Nelle tre puntate in cui si articola il programma D'Alessio e Incontrada, assieme ai vari ospiti che si alterneranno, racconteranno tutti i fatti salienti dei loro ultimi vent'anni. L'orchestra del programma, composta da 26 elementi, è diretta dal maestro Adriano Pennino.

## Ascolti
| Puntata | Messa in onda    | Ospiti | Telespettatori | Share  |
| ------- | ---------------- | --- | -------------- | ------ |
| 1       | 29 novembre 2019 | Gianna Nannini, Claudio Amendola, Amadeus, Fiorella Mannoia, Giorgio Panariello, Mika, Marco Giallini, Umberto Tozzi, Raf, Laura Chiatti, Raphael Gualazzi, Sergio Cammariere, Morgan e Luchè | 3 886 000      | 19,3%  |
| 2       | 6 dicembre 2019  | Emma Marrone, Flavio Insinna, Alessio Boni, Marco Masini, Michele Placido, Rocío Muñoz Morales, Ficarra e Picone e Achille Lauro                                                              | 3 467 000      | 16,6%  |
| 3       | 13 dicembre 2019 | Anna Tatangelo, Il Volo, Nino D'Angelo, Pippo Baudo, Nek, Alessandro Siani, Niccolò Agliardi, Flavio Insinna, Giuseppe Zeno, Gigi Marzullo                                                    | 4 235 000      | 21,2%  |
| Media   | Media            | Media | 3 863 000      | 19,03% |